# Letnie Grand Prix w skokach narciarskich 1998
Letnie Grand Prix w skokach narciarskich 1998 – 5. edycja Letniego Grand Prix, która rozpoczęła się 9 sierpnia 1998 roku w Stams, a zakończyła 13 września 1998 w Hakubie. Rozegrano 6 konkursów indywidualnych.

## Kalendarz i wyniki
| Lp.                                           | Data                                          | Miejscowość                                   | Punkt K                                       | Uwagi                                         | 1. miejsce       | 2. miejsce       | 3. miejsce                              |
| --------------------------------------------- | --------------------------------------------- | --------------------------------------------- | --------------------------------------------- | --------------------------------------------- | ---------------- | ---------------- | --------------------------------------- |
| 1.                                            | 9 sierpnia 1998                               | Stams                                         | K-105                                         | –                                             | Masahiko Harada  | Martin Schmitt   | Kazuyoshi Funaki                        |
| 2.                                            | 11 sierpnia 1998                              | Predazzo                                      | K-120                                         | –                                             | Masahiko Harada  | Janne Ahonen     | Nicolas Dessum                          |
| 3.                                            | 14 sierpnia 1998                              | Courchevel                                    | K-120                                         | –                                             | Nicolas Dessum   | Janne Ahonen     | Martin Schmitt                          |
| 4.                                            | 16 sierpnia 1998                              | Hinterzarten                                  | K-90                                          | –                                             | Masahiko Harada  | Janne Ahonen     | Hansjörg Jäkle Alexander Herr           |
| 5.                                            | 12 września 1998                              | Hakuba                                        | K-120                                         | –                                             | Kazuyoshi Funaki | Masahiko Harada  | Martin Schmitt                          |
| 6.                                            | 13 września 1998                              | Hakuba                                        | K-120                                         | –                                             | Masahiko Harada  | Kazuyoshi Funaki | Reinhard Schwarzenberger Martin Schmitt |
| Letnie Grand Prix 1998 – klasyfikacja końcowa | Letnie Grand Prix 1998 – klasyfikacja końcowa | Letnie Grand Prix 1998 – klasyfikacja końcowa | Letnie Grand Prix 1998 – klasyfikacja końcowa | Letnie Grand Prix 1998 – klasyfikacja końcowa | Masahiko Harada  | Kazuyoshi Funaki | Martin Schmitt                          |

## Klasyfikacja generalna
Stan po zakończeniu LGP 1998.
| Miejsce | Zawodnik                 | Punkty |
| ------- | ------------------------ | ------ |
| 1.      | Masahiko Harada          | 520    |
| 2.      | Kazuyoshi Funaki         | 350    |
| 3.      | Martin Schmitt           | 342    |
| 4.      | Janne Ahonen             | 290    |
| 5.      | Nicolas Dessum           | 231    |
| 6.      | Andreas Goldberger       | 215    |
| 7.      | Noriaki Kasai            | 162    |
| 8.      | Reinhard Schwarzenberger | 161    |
| 9.      | Mika Laitinen            | 157    |
|         | Sven Hannawald           | 157    |
| ...     |                          |        |